# 城市增长边界
城市增长边界（英語：urban growth boundary，UGB，在中国的国土空间规划中称为城镇开发边界）是为了控制城市蔓延而划定的区域边界，其最简单的形式是规定边界内的区域用于城市发展，而外部区域保留自然状态或用于农业。立法规定城市增长边界是一种应对城市无序增长以及侵占农地的方式。
城市增长边界围绕整个城市化区域，地方政府以之为土地使用分區和土地使用决策的指南，公共服务和其他基础设施提供商以之为依据制定长期规划，以提高效率（例：优化排水分区、学区等）。
在增长边界跨越多个行政辖区的情况下，上级政府可能会成立专门的城市规划机构来管理边界。在农村地区，可以使用镇边界、村庄宅基地或村建设用地等术语来实施相同的管控原则。一些地方将城市增长边界内的区域称为城镇开发边界、城市增长区域（urban growth area，UGA）、城市服务区域（urban service area）。虽然名称不同，但是概念相近。

## 历史

倫敦綠帶圈由倫敦郡委員會于1935年首次提出。

19世纪末，英国开始出现反对无节制的城市蔓延和带状发展的观念。1926年，保护英格兰乡村运动（CPRE）组织成立，并在环保领域施压。增长边界这一概念的实现可以追溯到1934年赫伯特·莫里森领导下的倫敦郡議會。大伦敦地区规划委员会于1935年首次正式提出这一建议，“以提供公共开放空间和娱乐场所的备用供给，并建立绿带或开放空间的环绕带”。
英国1947年《城乡规划法》有关补偿的新规定允许全国各地的地方政府将绿化带建议纳入其首份发展规划。伴随绿带政策的设立及其覆盖范围扩展至伦敦以外的地区，第42/55号函要求地方规划部门考虑建立绿带。
美国的首个城市增长边界是1958年围绕肯塔基州列克星敦市建立的。当时，列克星敦的人口增长，市领导担忧与城市文化个性紧密相关的周边马场的存亡。在州长汤姆·麦考尔领导下，美国首个州级的城市增长边界政策在俄勒冈州实施，这是该州1970年代初的土地利用规划方案的一部分。汤姆·麦考尔及其支持者于1973年说服俄勒冈州立法机关通过了美国首套全州范围内的土地利用规划法律。在一个独特的农民和环保主义者联盟的帮助下，麦考尔试图说服立法机关称，州内的自然风光可能会在城市蔓延中丧失。新的目标和导则要求俄勒冈州的每个城市和县都制定一项长期计划，以实现既满足地方目标又满足全州目标的未来发展。

## 设有城市增长边界的地区

### 阿尔巴尼亚
阿尔巴尼亚维持了其社会主义时期的“黄线”体系，即限制所有城市的城市开发范围。

### 澳大利亚
2002年10月《墨尔本2030》发布之后，維多利亞州政府制定了城市增长边界以限制城市蔓延。此后，增长边界已数次向外大幅扩张。

### 加拿大
加拿大的溫哥華、多伦多、渥太華和安大略省滑铁卢都有限制开发和保护绿地的范围。蒙特利尔和魁北克省其他地区也有目的相似的农业保护法，将城市发展限制在“白区”，而禁止“绿区”内的开发。卡尔加里、埃德蒙顿和温尼伯等城市位于平原上，并在原农业用地上向外扩张，这些城市没有增长边界。在不列颠哥伦比亚省，农业用地保护区（Agricultural Land Reserve）在毗邻市区的地方也起到类似增长边界的作用。

### 中国大陸
2017年，中共中央总书记习近平在第十九次全国代表大会发表讲话时，提到了划定“城镇开发边界”等“三条控制线”。2019年11月11日，中共中央办公厅和国务院办公厅发布指导意见，要求在城市的国土空间规划中划定包括城镇开发边界在内的“三条控制线”。

#### 香港
一些新市鎮的規劃中包含了綠帶，城市不得蔓延至綠帶中或跨越綠帶。此外，大部分新市鎮都被郊野公園環繞。

### 法国

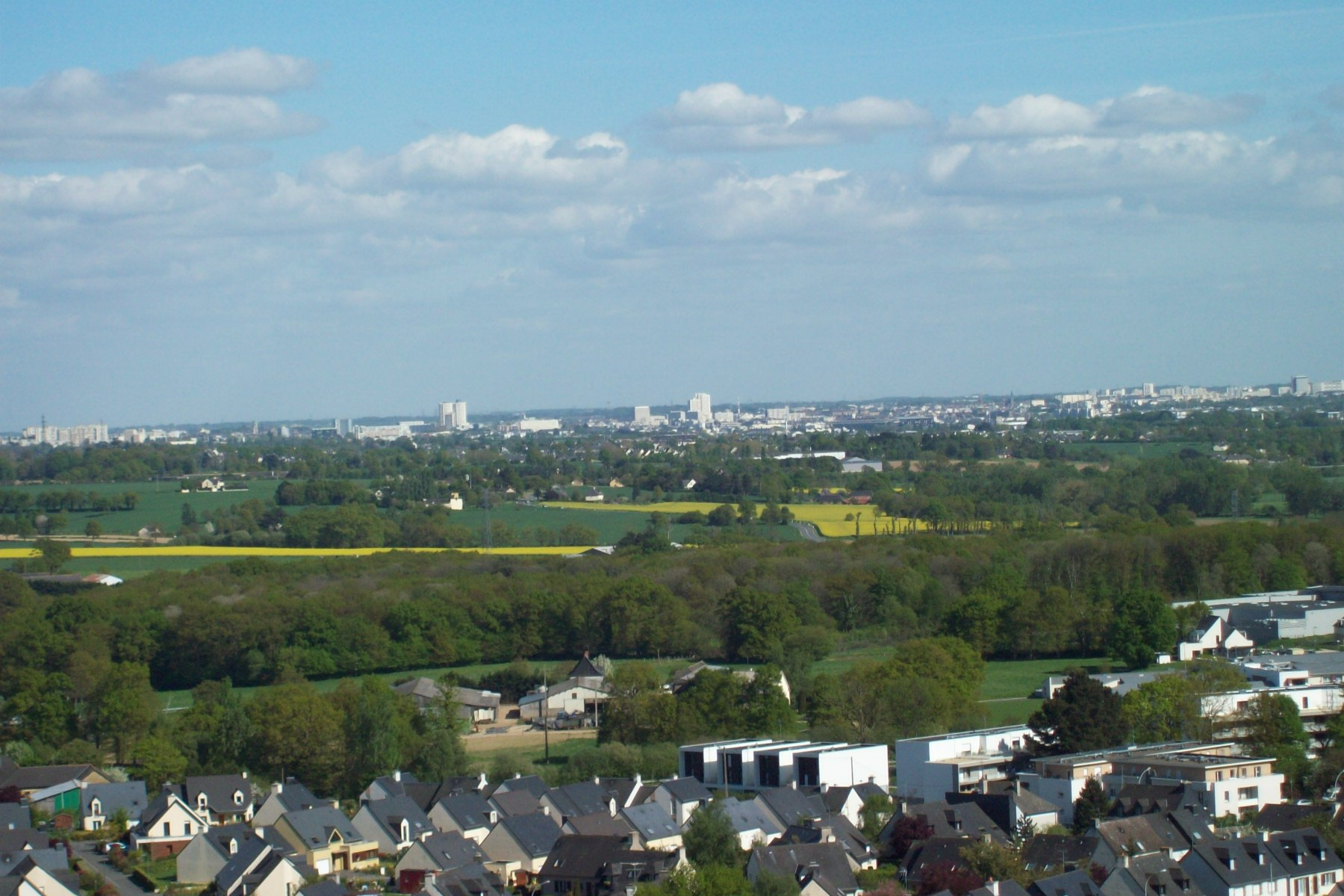
雷恩和莱尔米塔日之间的绿带

在法国，雷恩于1960年代决定在环城公路后保留一条绿带。这条绿带被称为。

### 新西兰
过去二十年中，在各种战略和立法文件的推动下，大奥克兰地区实现了增长管理。其首要目标之一是根据奥克兰地区增长战略（Auckland Regional Growth Strategy），以更高密度、基于中心区的形式来管理奥克兰的增长。该战略通过《地方政府修正案（奥克兰）法》（Local Government Amendment (Auckland) Act）、《区域政策声明》（Regional Policy Statement）等不同层级的管控，然后经分区规划（District Plans）生效。该过程的主要成果之一是建立了都会城市界限（Metropolitan Urban Limit，“MUL”）或城市围栏（urban fence），它们规定了界限内允许的城市活动的性质和程度，从而也影响了界限内土地的相对价值。

### 南非
南非所有地方当局都必须根据2000年第32号《国家市政系统法》（Municipal Systems Act 32 of 2000）第5章要求制定一项综合发展计划。该计划包括空间发展框架计划作为其组成部分之一，通常要求较大的都会区划定城市边缘，在城市边缘外，城市类型的开发将受到极大限制。该概念在1970年由纳塔尔省（今夸祖魯-納塔爾省）纳塔尔市镇和区域规划委员会引入德班和彼得马里茨堡的区域指导计划中。这一概念在当时被称为城市围栏。

### 英国
早在16世纪，伦敦就有了限制城市发展区域的控制措施。在20世纪中叶，毗邻伦敦城市的乡村被倫敦綠帶圈保护。此后，英国其他城市地区周围也设立了绿带。

### 美国

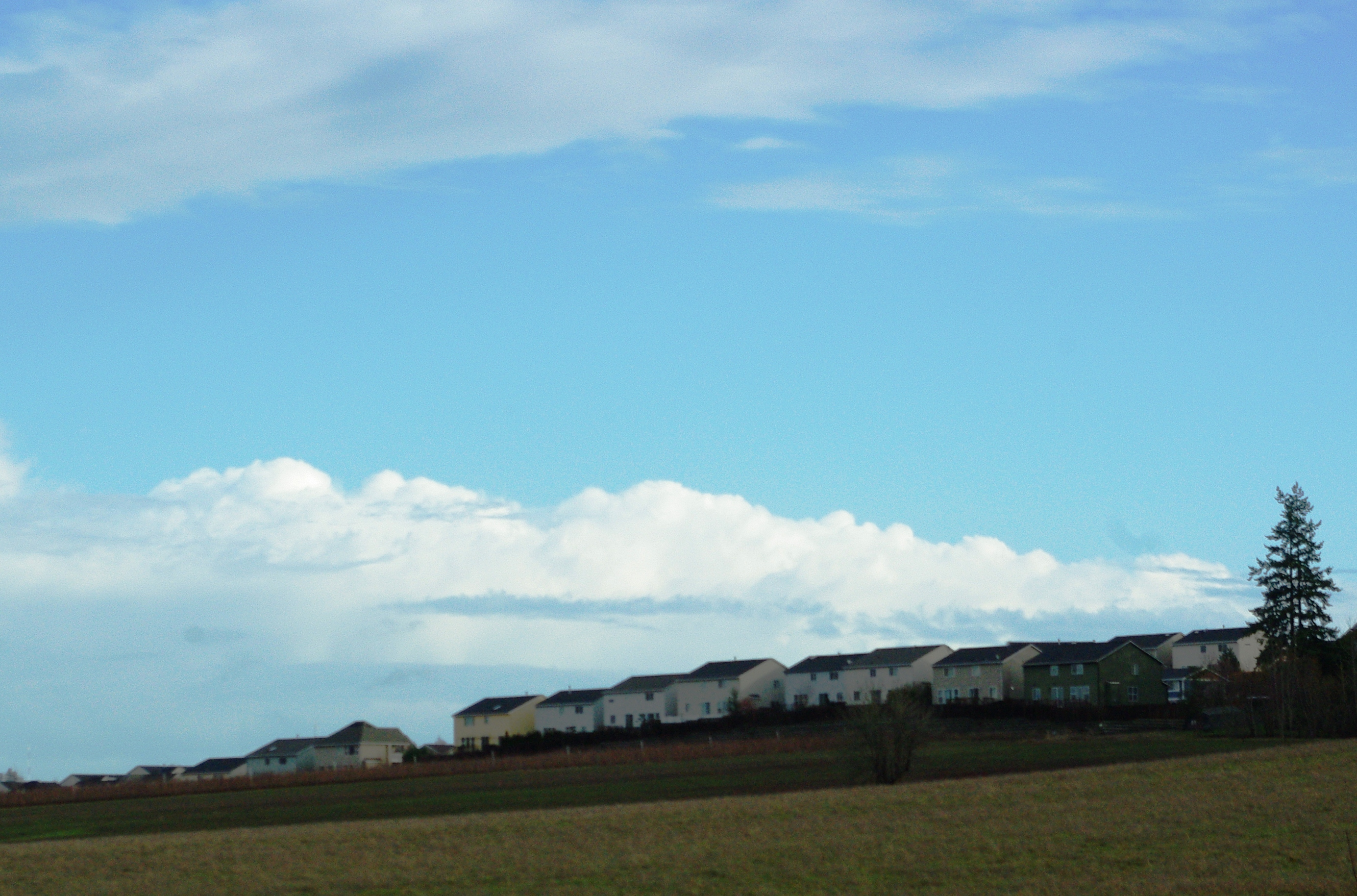
俄勒冈州波特兰市城乡之间的分界线

美国俄勒冈州、华盛顿州和田纳西州要求城市划定城市增长边界。
俄勒冈州限制了农田和林地内的开发。但这些规定有争议：一些经济分析得出结论，位于波特兰增长边界之外的农田的价值仅为内侧相似土地的十分之一；而其他一些分析发现，当考虑其他一些变量时，增长边界对价格没有影响。俄勒冈州法律规定，增长边界应定期调整，以确保充足的可开发土地供应；自1980年划定以来，截至2018年，边界已“扩展了三十多次”。
华盛顿州以俄勒冈州的早期法律为蓝本，于1990年批准了《增长管理法案》（Growth Management Act）。该法主要影响该州偏城市化的县：截至2018年包括：克拉克县、金县、基沙普县、皮尔斯县、斯诺霍米什县和瑟斯顿县。
在田纳西州，边界并不是用来控制增长本身，而是用来界定远期的城市边界（这是对1990年代后期的一项“短命”的法律的回应，该法律允许该州几乎所有群体组建自己的城市）。该州的每个县（市县政府合并的县除外）都必须为其每个市镇设置一个“规划增长区”（planned growth area），以定义给排水等服务的发展范围。孟菲斯地区已为该县所有市镇设立了兼并储备区（annexation reserve）。这些是为特定市政当局未来兼并而保留的区域。城市不能吞并这些区域之外的土地，因此实际上，城市增长边界就是这些兼并储备区的边界。此外，新成立的市只能纳入被确定为规划的城市增长范围的区域。
加利福尼亚州要求每个县都有一个地方机构成立委员会，该委员会为该县的每个城镇设定城市增长边界。
德克萨斯州等一些州通过划定界外管辖区边界（extraterritorial jurisdictional boundary）来勾勒未来的城市发展图景，其思路是尽量减少竞争性吞并而不是控制增长。
美国划定了城市增长边界的知名城市包括：俄勒冈州波特兰、科罗拉多州波德、夏威夷檀香山、弗吉尼亚州維珍尼亞海灘、肯塔基州列克星敦、华盛顿州西雅圖、田纳西州諾克斯維爾，以及加利福尼亚州圣何西。城市增长边界也存在于佛罗里达州迈阿密-戴德县和明尼蘇達州的明尼阿波利斯-聖保羅都會區。在迈阿密-戴德，它被称为城市发展边界（Urban Development Boundary，UDB），目的通常是为了防止城市向大沼泽地蔓延和侵占。俄勒冈州波特兰市要求城市增长边界内必须拥有至少20,000英畝（81平方）的空地。
随着住房价格的大幅上涨，尤其是在美国西海岸，城市增长边界在2010年代受到了越来越多的城市质疑。批评者认为，城市增长边界通过限制可供开发的土地的供应，提高了现有的可开发土地和已开发土地的价格。他们推论得出，其结果是土地上的住房变得更加昂贵。例如，在俄勒冈州波特兰市，前四年的房地产繁荣推动增长管理机构在2004年大幅扩张了增长边界。虽然有人指出这项行动的矛头指向住房价格，但实际上这是为了回应俄勒冈州法律。根据法律规定，地方政府必须在边界范围内维持20年的土地供应。即使扩张了上千英亩（几平方公里），房屋价格仍继续以创纪录的速度上涨。增长边界的支持者则指出，波特兰的住房市场仍然比其他西海岸城市更便宜，并且全国的住房价格都在上涨。